# Rabbinerin
Eine Rabbinerin ist eine jüdische Frau, die die rabbinische Ordination erhalten hat. Die Bestrebungen, Frauen als Rabbinerinnen zu ordinieren, begannen in den späten 1800er Jahren, aber erst ab den 1970er Jahren wurde dies allgemein anerkannt. Seit den 2000er Jahren werden Frauen aus allen jüdischen Konfessionen ordiniert, doch ist ihr Status im orthodoxen Judentum kompliziert und häufig umstritten. Stattdessen haben einige orthodoxe Gemeinden damit begonnen, Frauen als Toragelehrte in verschiedenen Funktionen einzustellen, ohne dass diese den offiziellen Titel „Rabbinerin“ in der Gemeinde tragen.

## Geschichte

### 1880er Jahre

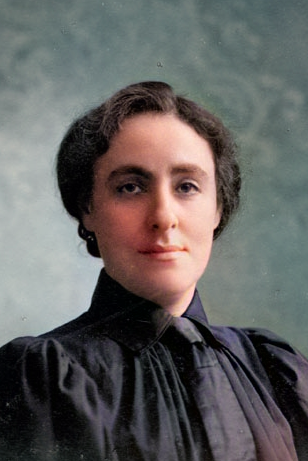
Ray Frank

Die moderne Möglichkeit, dass Frauen Rabbinerinnen werden können, entstand im späten 19. Jahrhundert. Ein Zeitungsbericht von 1871 über die frühe Karriere von Susanna Rubinstein wies auf ihre Gelehrsamkeit als Hinweis auf die Möglichkeit der Ernennung von Rabbinerinnen hin. In einem Artikel aus dem Jahr 1875, in dem die Eröffnungsklasse des Hebrew Union College beschrieben wird, wird hervorgehoben, dass die vierzehnte Studentin, die in den Kurs aufgenommen wurde, Miss Julia Ettlinger (1863–1890) war. Ettlinger war die erste Studentin des Colleges. Der Bericht spekulierte, dass Ettlinger nach ihrem Abschluss als Rabbinerin arbeiten könnte.
Eine der ersten Befürworterinnen der Ausbildung von Frauen zu Rabbinerinnen war die Journalistin Mary Cohen, die 1889 einen Artikel im Jewish Exponent, einer jüdischen Zeitung in Philadelphia, verfasste, in dem fiktive Figuren Argumente für die Ordination von Frauen anführten. Auch auf dem Jüdischen Frauen-Kongress von 1893 forderten einige Rednerinnen die Ordination von Frauen als Rabbinerinnen. In den Vereinigten Staaten gab es ein frühes Beispiel für eine jüdische Frau, die ohne formale Ordination bestimmte Funktionen übernahm, die üblicherweise mit Gemeinderabbinern verbunden sind. In den 1890er Jahren übernahm eine junge Frau namens Rachel („Ray“) Frank, die im Amerikanischen Westen lebte, eine religiöse Führungsrolle, indem sie Predigten sowie öffentliche Vorträge hielt und aus der Bibel las. In der amerikanisch-jüdischen Presse wurde sie als Rabbinerin bezeichnet, doch scheint sie es vermieden zu haben, einen solchen Titel zu beanspruchen. Frank predigte weiter bis zu ihrer Heirat mit Simon Litman im Jahr 1899.
Eine weitere jüdische Frau, die sich anschickte, Rabbinerin zu werden, war Lena Aronsohn aus Hot Springs, Arkansas. In den Jahren 1892 und 1893 soll sich Aronsohn auf den Weg gemacht haben, Rabbinerin zu werden. Einem Bericht zufolge begann Aronsohn, öffentliche Vorträge vor der jüdischen Gemeinde in Shreveport, Louisiana, zu halten, um genug Geld für ihre Rabbinerausbildung zu verdienen. Im Jahr 1897 wurde Hannah Solomon aus Chicago nach ihrer Predigt im Sinai Temple (Chicago Sinai Congregation) als erste Rabbinerin Amerikas gefeiert. Solomon berichtete später, dass die Einladung zum Sprechen von Rabbiner Emil Hirsch ausgesprochen wurde und dass Hirschs Praxis, jüdischen Frauen das Sprechen von der Kanzel zu erlauben, später von anderen Gemeinden übernommen wurde.

### 1900er Jahre

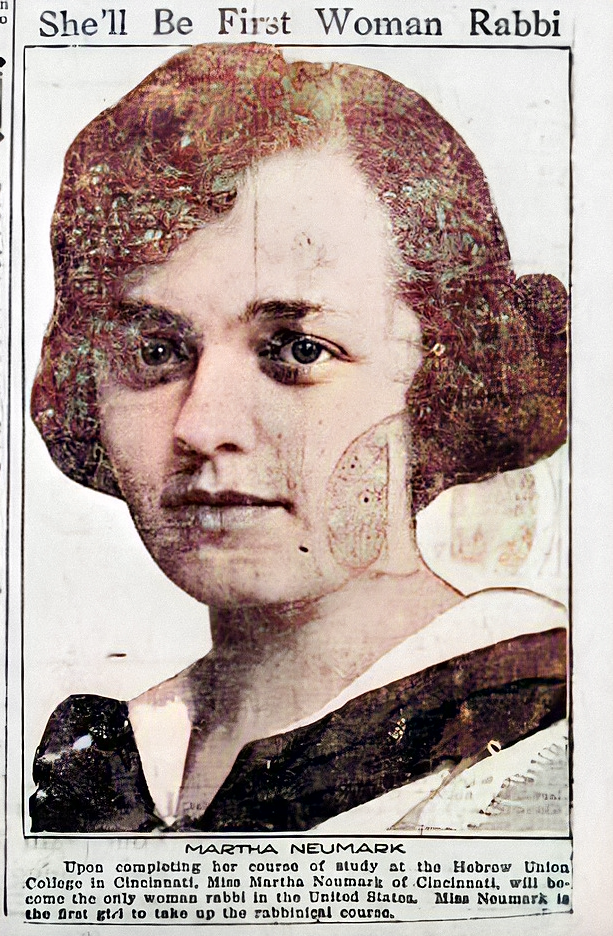
Martha Neumark

In den 1900er Jahren strebten immer mehr junge jüdische Frauen eine rabbinische Ausbildung an, auch wenn sie keine Ordination erhalten würden. Im Jahr 1904 kündigte der National Council of Jewish Women in New York City an, dass Henrietta Szold ein Rabbinatsstudium aufnehmen, aber nach Abschluss ihres Studiums kein Diplom erhalten würde.
Eine amerikanische Jüdin, die Berichten zufolge als erste eine Rabbinerschule besuchte, war Martha Neumark. Neumark wurde 1904 in Berlin geboren und kam 1907 in die USA. In den frühen 1920er Jahren wurde Neumark am Hebrew Union College (HUC) des Reformjudentums aufgenommen. Neumark leitete Berichten zufolge auch Gottesdienste in einer Gemeinde in Frankfort, Michigan. Neumarks Eintritt in das Rabbinerprogramm der HUC führte 1922 zu einer Resolution der Central Conference of American Rabbis (CCAR), die die Ordination von Frauen erlaubte. Im Jahr 1923 stimmte der Vorstand des Hebrew Union College jedoch dafür, Frauen die Ordination zu verweigern. Neumark zog sich aus dem Rabbinerprogramm zurück, nachdem sie sieben der neun Jahre, die für den Abschluss des Programms erforderlich waren, absolviert hatte. Gleichzeitig mit Neumarks Eintritt in das Rabbinerprogramm begannen auch andere amerikanisch-jüdische Frauen mit dem Studium für die rabbinische Ordination und wurden später entweder nicht ordiniert oder verließen das Programm. Dazu gehören Helen Levinthal, Avis Clamitz, Dora Askowith und Irma Lindheim. Im Fall von Helen Levinthal wurde ihr die formale Ordination nach Abschluss ihres Studiums im Jahr 1935 verweigert.
Späteren Recherchen zufolge überreichte Rabbiner Dr. Stephen Wise Levinthal 1939 nach ihrem offiziellen Abschluss am Jewish Institute of Religion, wo sie ihre Rabbinerausbildung absolviert hatte, und nach einigen internen Debatten innerhalb der Fakultät zwei Zertifikate. Dabei handelte es sich um ein Standardzertifikat in englischer Sprache und ein Zertifikat in hebräischer Sprache, das ihr den rabbinischen Titel „musmakhah“ („ordinierte Frau“) verlieh. Mitte der 1920er Jahre schrieb sich Avis Clamitz (die Ehefrau von Rabbiner Charles Shulman) für ein Rabbinatsstudium ein und diente später regelmäßig als Rabbinerin in inoffizieller Funktion für kleine Gemeinden in Virginia. Dora Askowith, geboren in Kaunas (Kowno) und Absolventin des Barnard College und der Columbia University, war von 1912 bis 1957 Dozentin am Hunter College. In den 1920er Jahren schrieb sich Askowith für ein Rabbinatsstudium ein. Irma Lindheim, die nationale Präsidentin von Hadassah, wurde als Kandidatin für die rabbinische Ordination gemeldet.
Um diese Zeit begann in Deutschland die Hochschule für die Wissenschaft des Judentums, das Rabbinerseminar des deutschen Judentums, Frauen zum Studium zuzulassen, ohne dass ihnen eine Ordination angeboten wurde. Die erste Frau, die das Seminar absolvierte, war Ellen Littmann (1909–1975), die später am Leo Baeck College in London Bibelstudium lehrte.
In der Zwischenzeit gab es in England einen bemerkenswerten Fall, in dem eine jüdische Frau förmlich in eine Synagogenposition berufen wurde. Im Jahr 1928 wurde Lily Montagu, eine führende Persönlichkeit des liberalen Judentums in England, zur Laienpredigerin der West Central Liberal Jewish Congregation ernannt.
In einem anderen Fall übernahm 1908 Anna Abelson aus Akron, Ohio, Berichten zufolge in Abwesenheit ihres Mannes die Rolle des Rabbiners. Über ihren Auftritt vor der Puplit wurde sowohl in der jüdischen als auch in der allgemeinen Presse berichtet.
1935 erhielt Regina Jonas aus Berlin als erste jüdische Frau die rabbinische Ordination. Jonas wurde später während des Holocausts von den Nazis ermordet, und ihre Existenz war in den Jahrzehnten nach dem Zweiten Weltkrieg weitgehend unbekannt.
Die erste viel beachtete Ordination einer jüdischen Frau fand 1972 statt, als Sally Priesand die erste Rabbinerin im Reformjudentum wurde. In Frankreich veröffentlicht die Rabbinerin Delphine Horvilleur Bücher für ein breites Lesepublikum.

## Kulturelle Rezeption

### Fernsehen und Film
Im Fernsehen treten Rabbinerinnen u. a. auf in:
- Transparent (2014–2017) – In der Serie und dem anschließenden Film von 2019 spielt Kathryn Hahn die Rolle der Rabbi Raquel Fein. Fein ist eine bemerkenswerte Figur in der Serie, die als ganze Person beschrieben wird, deren Arbeit, wie z. B. das Verfassen einer Pessach-Predigt bei einem Waldspaziergang, sich auf die Erfahrungen von Rabbinerinnen im wirklichen Leben bezieht.[54]

Zu den Dokumentarfilmen über Rabbinerinnen gehören:
- My Rabbi (2005) – Unter der Regie von Leslie Krongold begleitet der Film sechs Rabbinerinnen bei ihren persönlichen Kämpfen und Triumphen.[55][56]
- Regina: The First Woman Rabbi (2013) – Unter der Regie von Diana Groó erhielt er mehrere Preise des Jüdischen Filmfestivals für die Darstellung von Regina Jonas, gespielt von der Schauspielerin Rachel Weisz.[57][58]
- Kol Ishah: The Rabbi Is a Woman (2014) – Unter der Regie von Hannah Heer. Der Film zeigt Rabbinerin Chava Koster, die erste Frau aus den Niederlanden, die als Rabbinerin ordiniert wurde, und die in Deutschland geborene Rabbinerin Elisa Klapheck, die als erste Rabbinerin in den Niederlanden tätig ist.[59]